# Eufêmio da Capadócia
Eufêmio (em latim: Euphemius) foi um romano do século IV nativo da Capadócia. Era filho de Anfilóquio e Lívia, irmão de Anfilóquio de Icônio e Teodósia. Era pupilo de Libânio e foi retor e poeta. Morreu aos 20 anos quando estava prestes a casar e seu primo Gregório de Nazianzo escreveu nove epitáfios sobre ele.